# Solanaceae
Pomoćnice (лат. Solanaceae), su ekonomski važna porodica cvetnica. Njeni predstavnici su u opsegu od jednogodišnjeg i višegodišnjeg bilja do loze, lijana, epifita, grmlja i drveća, a uključuje i niz važnih poljoprivrednih useva, lekovitog bilja, začinskih, korovskih i ukrasnih biljaka. Mnogi članovi porodice sadrže moćne alkaloide, a neke su vrlo toksične, ali se mnogim kulturama jedu, u nekim slučajevima, kao osnovna hrana. Porodica pripada redu Solanales, u asteridnoj  grupi dikotiledonih biljaka (Magnoliopsida).  Porodica Solanaceae obuhvata oko 98 rodova i oko 2.700 vrsta, sa velikom raznolikosti staništa, morfologije i ekologije.
Ime Solanaceae potiče iz roda Solanum porodice velebilja ili pomoćnica. Etimologija latinske reči je nejasna. Latinsko ime ove porodice je izvedeno iz latinskog jezika Solanum, što znači "biljke iz noćne sene", (енгл. nightshade, „noćna senka”). Ime može doći od sličnosti određenih cvetova sa Suncem i njegovim zrakovima. Bar jedna Solanum vrsta je poznat kao “sunčana bobica”. Alternativno, ime bi moglo da potiče iz latinskog glagola solari, što znači "umiriti", verovatno misleći na umirujuća farmakološka svojstva nekih od psihoaktivnih vrsta ove porodice. 
Predstavnici porodice su rasprostranjeni širom sveta, na svim kontinentima osim Antarktika. Najveća raznolikosti vrsta nalazi se u Južnoj i Centralnoj Americi..
Pomoćnice su biljke sa dva kotiledona (dikotiledone) iz reda Solanales, od kojih su neke (kao npr. krompiri)  poreklom iz Amerike. Sve, u većoj ili manjoj mjeri, sadrže glikoalkaloid solanin, otrov koji se nalazi ispod kožice ploda ili gomolja u vidu zelene boje, ali ga ima i u drugim delovima biljaka. Ima ga i u kultiviranim jestivim biljkama krompiru, patlidžanu i paradajzu, iz kojih se odstranjuje guljenjem i termičkom obradom, kao što su kuvanje ili pečenje.